# Aeroporto Internacional de Katowice
O Aeroporto Internacional de Katowice, em polonês: Port Lotniczy Katowice-Pyrzowice (Silésia) , (código IATA: KTW, código OACI: EPKT) é um aeroporto situado a cerca de 30 km do centro da cidade de Katowice, Silésia na Polónia.  Perto do aeroporto situam-se as cidades de Katowice, Cracóvia e Częstochowa na Polónia, e Ostrava na República Checa.

## Operadoras e destinos

### Terminal A
- Ryanair (Birmingham, Dublín, Londres-Stansted)
- Wizz Air (Bourgas [comienza el 13 de junio], Cork, Doncaster/Sheffield, Liverpool, Londres-Luton)
  - operado por Wizz Air Ukraine (Kiev-Boryspil)

### Terminal B
- LOT Polish Airlines (Múnich, Turín, Varsovia)
- OLT Express (Gdańsk,Poznan, Rzeszów, Szczecin)
- Lufthansa
  - operado por Cirrus Airlines (Frankfurt)
  - operado por Lufthansa CityLine (Düsseldorf)
  - operado por Eurowings (Düsseldorf)
- Ryanair (Alicante, Barcelona-Girona, Chania)
- SAS (Copenhague-Kastrup)
- Wizz Air (Barcelona, Bruselas-Charleroi, Colonia/Bonn, Dortmund, Eindhoven, Forli, Hahn, Madrid-Barajas, Malmö-Sturup, Milán-Orio al Serio, Oslo-Torp, París-Beauvais, Roma-Ciampino, Estocolmo-Skavsta)

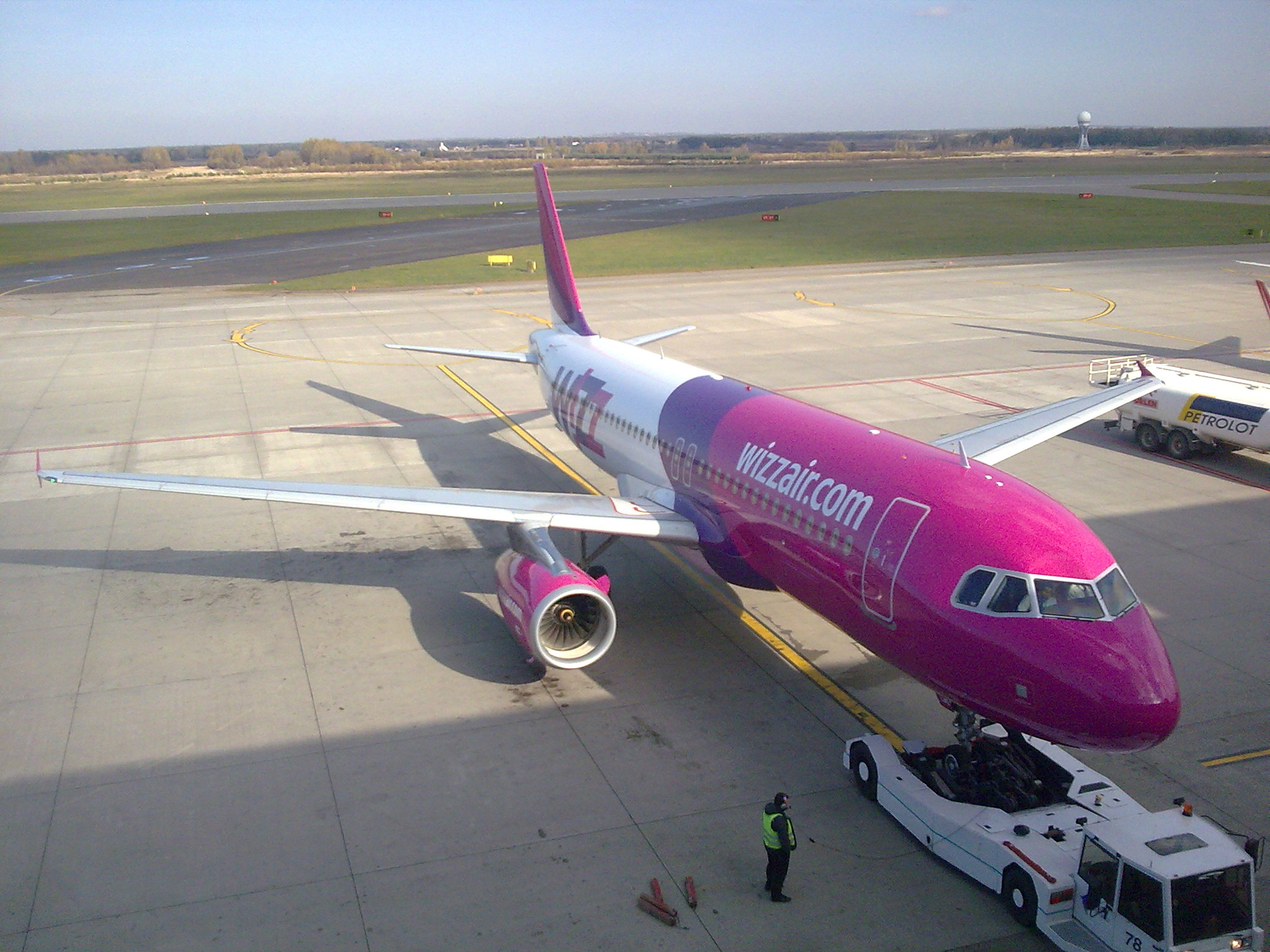
Um Airbus A320 da Wizz Air em Katowice pronto para voar para Barcelona.